# Mineralsäuren
Der Begriff Mineralsäuren ist eine Sammelbezeichnung für die drei anorganischen Säuren: Salzsäure, Schwefelsäure und Salpetersäure. In einigen Lehrbüchern wird auch die Phosphorsäure dazugezählt.
Ursprünglich wurden alle Säuren, deren Salze in Mineralien vorkommen, als Mineralsäuren bezeichnet, also auch die Kohlensäure und der Schwefelwasserstoff.
Otto Dammer definierte den Begriff 1882 in seinem Lexikon der angewandten Chemie folgendermaßen:

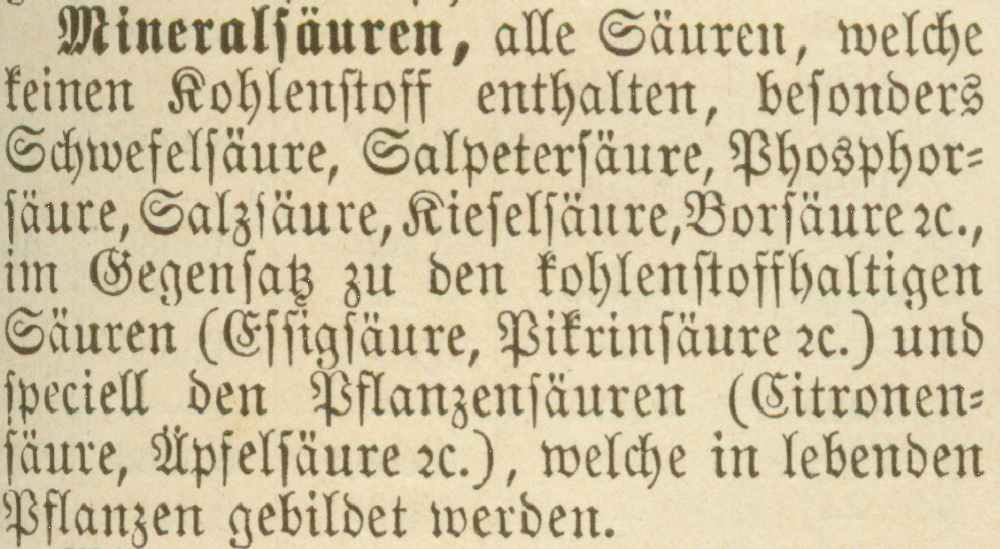
Textstelle Mineralsäuren aus: Otto Dammer: Lexikon der angewandten Chemie, Leipzig 1882, S. 331

„Mineralsäuren, alle Säuren, welche keinen Kohlenstoff enthalten, besonders Schwefelsäure, Salpetersäure, Phosphorsäure, Salzsäure, Kieselsäure, Borsäure etc., im Gegensatz zu den kohlenstoffhaltigen Säuren (Essigsäure, Pikrinsäure etc.) und speciell den Pflanzensäuren (Citronensäure, Äpfelsäure etc.), welche in lebenden Pflanzen gebildet werden.“